# Baye Djiby Fall
Pour les articles homonymes, voir Fall.
Baye Djiby Fall, né le 20 avril 1985 à Thiès au Sénégal, est un footballeur sénégalais. Il évolue comme attaquant.

## Sélection nationale
Baye Djiby Fall a obtenu deux sélections durant l'année 2009, les deux en qualité de titulaire.
Deux sélections qui ont lieu lors de matchs amicaux le 28 mars contre Oman (2-0) et le 1er avril contre l'Iran (1-1).

## Palmarès
- Meilleur buteur du Championnat de Norvège en 2010 (16 buts)